# IPod touch

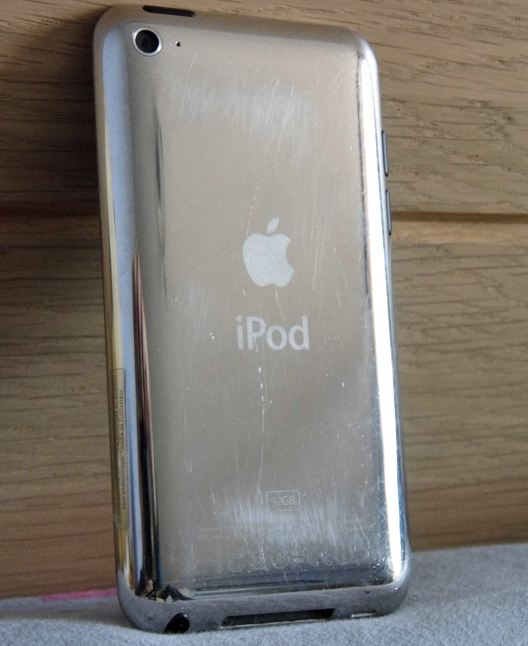
Dos d'un iPod touch de 4e génération

L’iPod touch (prononcé en anglais : [ˈaɪpɑd ˈtʌtʃ]) est un baladeur numérique à écran tactile capacitif multi-touch, conçu et commercialisé par Apple. Il est compatible Wi-Fi afin de naviguer sur le Web avec Safari, et dispose d'un accès à une version optimisée de l'iTunes Store pour télécharger de la musique (les éléments téléchargés s'ajoutent automatiquement à la bibliothèque iTunes lors de la synchronisation avec l'ordinateur de l'utilisateur). Il permet également de visionner des vidéos et des photos. Il peut également embarquer des applications téléchargées sur l'App Store.

## Modèles
Présenté lors de la keynote de Steve Jobs en septembre 2007, la première génération d'iPod touch est semblable à l'iPhone, sans les fonctions de téléphonie et d'appareil photo numérique. L'appareil gère les applications iPhone OS. Il possède un design très proche de celui de l'iPhone, et embarque 8 ou 16 Go de mémoire flash. À son lancement aux États-Unis en septembre 2007, l'iPod touch était disponible aux prix respectifs de 299 $, 399 $ et 499 $ pour les versions 8 Go, 32 Go et 64 Go. Son système d'exploitation iOS est un dérivé de Mac OS X et est également utilisé par l'iPhone et l'iPad.

### Première génération
La 1re génération est lancée de 5 septembre 2007 lors de la keynote d'Apple. Steve Jobs annonce un rafraîchissement complet de la gamme iPod avec l'introduction d'un nouveau modèle : l'iPod touch. Disponible en 8 et 16 Go, il s'agit d'un iPod semblable à un iPhone et doté d’un écran large Multi-Touch de 3,5 pouces avec une définition de 320 × 480 pixels. Un modèle doté d'une capacité de stockage de 32 Go est lancé en février 2008.

### Deuxième génération
La 2e génération est présentée par Steve Jobs le 9 septembre 2008 lors de la keynote d'Apple. Disponible en 8, 16 et 32 Go de stockage, l’iPod touch (2e génération) se distingue du modèle précédent par son design avec une coque en acier inoxydable et son couvercle d’antenne ovale dans l’angle supérieur gauche, à l’arrière. Il y a également l'ajout de boutons de réglages du volume sonore et d’un haut-parleur intégré.

### Troisième génération
La 3e génération est lancée le 9 septembre 2009 lors de la keynote d'Apple. Le processeur a été changé pour en améliorer les performances de près de 50 % et ainsi permettre l'intégration d'OpenGL ES en version 2.0. Seuls les modèles 32 Go et 64 Go en sont équipés.

### Quatrième génération
La 4e génération est lancée le 1er septembre 2010 avec les nouvelles générations d'iPod nano et d'iPod shuffle. Ce nouvel iPod touch est équipé d'un appareil photo numérique et d'une caméra en façade, compatibles FaceTime, d'un gyroscope à trois axes et d'un processeur A4. C'est l'iPod touch le plus fin conçu par Apple. En octobre 2011, une version blanche de cette quatrième génération est disponible.

### Cinquième génération
La 5e génération est dévoilée le 12 septembre 2012 : l'appareil est plus fin, proposé en 2 capacités et 6 couleurs différentes et est notamment doté d'un meilleur appareil photo, du processeur A5, d'une dragonne intégrée nommée iPod Touch Loop et du logiciel de reconnaissance vocale Siri. Le 30 mai 2013, Apple commercialise une version 16 Go, limitée à un seul coloris, dépourvue d'appareil photo arrière et de dragonne. Le 26 juin 2014, la gamme est revue : le modèle 16 Go récupère les caractéristiques des modèles supérieurs et tous les modèles sont désormais moins chers.

### Sixième génération
La 6e génération est dévoilée et commercialisée le 15 juillet 2015. Cette nouvelle génération d'iPod touch est dotée d'un appareil photo de 8 mégapixels, un processeur A8 ainsi que 1 Go de RAM. La dragonne iPod Touch Loop a été abandonnée sur ce modèle. L'appareil est proposé avec 16, 32, 64 ou 128 Go de capacité et 6 couleurs différentes.

### Septième génération
La 7e génération est dévoilée le 28 mai 2019. Elle reprend la quasi-totalité des caractéristiques de la précédente génération, à l'exception notable de la présence de la puce A10 Fusion (inaugurée avec l'iPhone 7) lui ouvrant les voies de la réalité augmentée, ainsi que des capacités de stockage de 32 Go, 128 Go et 256 Go.

## Matériel

### Caractéristiques techniques

#### Quatrième génération
Les caractéristiques suivantes sont celles de la quatrième génération de l'iPod touch :
- Écran : 3,5 pouces ou 8,89 cm (diagonale visible), soit une définition de 960 × 640 pixels, pour une résolution de 326 ppp
- Écran Retina
- Processeur : Apple A4
- Mémoire vive : 256 Mo[10]
- Stockage : 8 Go, 16 Go, 32 Go et 64 Go
- Interface : USB 2, Port pour une prise Jack universelle
- Version définitive du SE : iOS 6.1.6 (cet iPod n'est plus mis à jour par Apple)
- Autonomie : 40 h en musique et 7 h en vidéo[11], 22 h en audio et 5 h en vidéo dans la 1re génération
- Wi-Fi (802.11b/g/n(2,4 GHz)) (WEP, WPA et WPA2)
- Bluetooth : 2.1+EDR (Disponible pour la 2e génération, paramétrable depuis le 17 juin 2009)
- Formats audio pris en charge : AAC, MP3, Apple Lossless, WAVE, AIFF
- Formats vidéo pris en charge : H.264 (640 × 480 pixels), MPEG4 (640 × 480 pixels), Motion JPEG (M-JPEG (1 280 × 720 pixels))
- Poids : 101 grammes
- Ne peut actuellement pas être reconnu comme disque dur par Windows ni par Mac OS X, pour contrer le piratage. La seule solution pour mettre de la musique ou des vidéos est d'utiliser iTunes. Cependant, il est possible d'accéder au répertoire des images enregistrées (captures d'écran et images récupérées depuis Safari), car celui-ci est détecté comme appareil photo par Windows, Mac et Linux. En outre, des applications tierces téléchargeables sur l'App Store permettent désormais à l'iPod touch (toutes générations confondues) de transférer des données d'un ordinateur à un autre, sur Mac OS X, Windows et (théoriquement) Linux.
- L'iPod touch de 4e génération possède deux appareils photos (qui font aussi office de caméra), un à l'arrière et l'autre en façade (pour passer des appels FaceTime). L'iPod touch est capable de prendre des photos de taille 960 × 720 pixels et des vidéos en HD (720p) grâce à sa caméra arrière. La caméra en façade permet quant à elle de filmer et de prendre des photos en qualité VGA (480p pour les vidéos et 0,3 Mpx pour les photos).
- Il est disponible en noir et en blanc.
- Utilise le Connecteur dock 30 broches.

#### Cinquième génération
Ces caractéristiques sont celles de la cinquième génération de l'iPod touch :
- Écran : 4 pouces ou 10,16 cm (diagonale visible), soit une définition de 1 136 × 640 pixels, pour une résolution de 326 ppp
- Écran Retina
- Processeur : Apple A5 (dual-core)
- Mémoire vive : 512 Mo
- Stockage : 16 Go (entrée de gamme sans dragonne), 32 Go, 64 Go
- Interface : Wi-Fi 802.11a/b/g/n (802.11n 2,4 GHz et 5 GHz), Port pour une prise Jack universelle
- Version actuelle du SE : iOS 9.3.5 (lundi 28 août 2016) (cet iPod n'est plus mis à jour par Apple)
- Autonomie : 40 h en musique et 8 h en vidéo
- Bluetooth : Bluetooth 4.0
- Formats audio pris en charge : AAC, MP3, Apple Lossless, WAVE, AIFF
- Formats vidéo pris en charge : H.264 (1 280 × 720 pixels), MPEG4 (1 920 × 1 080 pixels), Motion JPEG (M-JPEG (1 280 × 720 pixels))
- Poids : 88 grammes
- Ne peut actuellement pas être reconnu comme disque dur par Windows ni par Mac OS X, pour contrer le piratage. La seule solution pour mettre de la musique ou des vidéos est d'utiliser iTunes. Cependant, il est possible d'accéder au répertoire des images enregistrées (photos, captures d'écran et images récupérées depuis Safari), car celui-ci est détecté comme appareil photo par Windows, Mac et Linux. En outre, des applications tierces téléchargeables sur l'App Store permettent désormais à l'iPod touch (toutes générations confondues) de transférer des données d'un ordinateur à un autre, sur Mac OS X, Windows et (théoriquement) Linux.
- L'iPod touch de 5e génération 16, 32 et 64 Go possèdent deux appareils photos (qui font aussi office de caméra), un à l'arrière et l'autre en façade (pour passer des appels FaceTime). L'iPod touch est capable de prendre des photos de taille 1 936 × 2 592 pixels et des vidéos en Full HD (1080p) grâce à son capteur dorsal iSight de 5 mégapixels. La caméra en façade permet elle de filmer en 720p, de prendre des photos en qualité HD avec 1,2 mégapixels et de communiquer en visioconférence via l'application native FaceTime.
- Il est disponible en noir, en blanc, en bleu, en vert, en rose, en jaune et en rouge pour les versions 16, 32 et 64 Go.

#### Sixième génération
Ces caractéristiques sont celles de la sixième génération de l'iPod touch :
- Écran : 4 pouces ou 10,16 cm (diagonale visible), soit une définition de 1 136 × 640 pixels, pour une résolution de 326 ppp
- Écran Retina
- Processeur : Apple A8 (dual-core)
- Mémoire vive : 1 Go
- Stockage : 16 Go, 32 Go, 64 Go ou 128 Go
- Interface : Wi-Fi 802.11a/b/g/n/ac (802.11ac 2,4 GHz et 5 GHz), Port pour une prise Jack universelle
- Version actuelle du SE : iOS 12.5.7 (lundi 23 janvier 2023) (cet iPod n'est plus mis à jour par Apple)
- Bluetooth : Bluetooth 4.1
- Formats audio pris en charge : AAC, MP3, Apple Lossless, WAVE, AIFF
- Formats vidéo pris en charge : H.264 (1 280 × 720 pixels), MPEG4 (1 920 × 1 080 pixels), Motion JPEG (M-JPEG (1 280 × 720 pixels))
- Poids : 88 grammes
- Ne peut actuellement pas être reconnu comme disque dur par Windows ni par Mac OS X, pour contrer le piratage. La seule solution pour mettre de la musique ou des vidéos est d'utiliser iTunes. Cependant, il est possible d'accéder au répertoire des images enregistrées (photos, captures d'écran et images récupérées depuis Safari), car celui-ci est détecté comme appareil photo par Windows, Mac et Linux. En outre, des applications tierces téléchargeables sur l'App Store permettent désormais à l'iPod touch (toutes générations confondues) de transférer des données d'un ordinateur à un autre, sur Mac OS X, Windows et (théoriquement) Linux.
- L'iPod touch de 6e génération 16, 32, 64 et 128 Go possèdent deux appareils photos (qui font aussi office de caméra), un à l'arrière et l'autre en façade (pour passer des appels FaceTime). L'iPod touch est capable de prendre des photos de taille 2 448 × 3 264 pixels et des vidéos en Full HD (1080p) grâce à son capteur dorsal iSight de 8 mégapixels. La caméra en façade permet elle de filmer en 720p, de prendre des photos en qualité HD avec 1,2 mégapixels et de communiquer en visioconférence via l'application native FaceTime.
- Il est disponible en gris sidéral, en argent, en bleu, en or, en rose et en rouge pour les versions 16, 32, 64 et 128 Go.

#### Septième génération
Ces caractéristiques sont celles de la septième génération de l'iPod touch :
- Écran : 4 pouces ou 10,16 cm (diagonale visible), soit une définition de 1 136 × 640 pixels, pour une résolution de 326 ppp
- Écran Retina
- Processeur : Apple A10 Fusion (quad-core)
- Mémoire vive : 2 Go
- Stockage : 32 Go, 128 Go ou 256 Go
- Interface : Wi-Fi 802.11a/b/g/n/ac (802.11ac 2,4 GHz et 5 GHz), Port pour une prise Jack universelle
- Version actuelle du SE : iOS 15.7.8 (lundi 24 juillet 2023)
- Bluetooth : Bluetooth 4.1
- Formats audio pris en charge : AAC, MP3, Apple Lossless, WAVE, AIFF
- Formats vidéo pris en charge : HEVC, H.264 (1 280 × 720 pixels), MPEG4 (1 920 × 1 080 pixels), Motion JPEG (M-JPEG (1 280 × 720 pixels))
- Poids : 88 grammes
- Ne peut actuellement pas être reconnu comme disque dur par Windows ni par Mac OS X, pour contrer le piratage. La seule solution pour mettre de la musique ou des vidéos est d'utiliser iTunes. Cependant, il est possible d'accéder au répertoire des images enregistrées (photos, captures d'écran et images récupérées depuis Safari), car celui-ci est détecté comme appareil photo par Windows, Mac et Linux. En outre, des applications tierces téléchargeables sur l'App Store permettent désormais à l'iPod touch (toutes générations confondues) de transférer des données d'un ordinateur à un autre, sur Mac OS X, Windows et (théoriquement) Linux.
- L'iPod touch de 7e génération 32, 128 et 256 Go possèdent deux appareils photos (qui font aussi office de caméra), un à l'arrière et l'autre en façade (pour passer des appels FaceTime). L'iPod touch est capable de prendre des photos de taille 2 448 × 3 264 pixels et des vidéos en Full HD (1080p) grâce à son capteur dorsal iSight de 8 mégapixels. La caméra en façade permet elle de filmer en 720p, de prendre des photos en qualité HD avec 1,2 mégapixels et de communiquer en visioconférence via l'application native FaceTime.
- Il est disponible en gris sidéral, en argent, en bleu, en or, en rose et en rouge pour les versions 32, 128 et 256 Go.

### Écran tactile capacitif de l'iPod touch

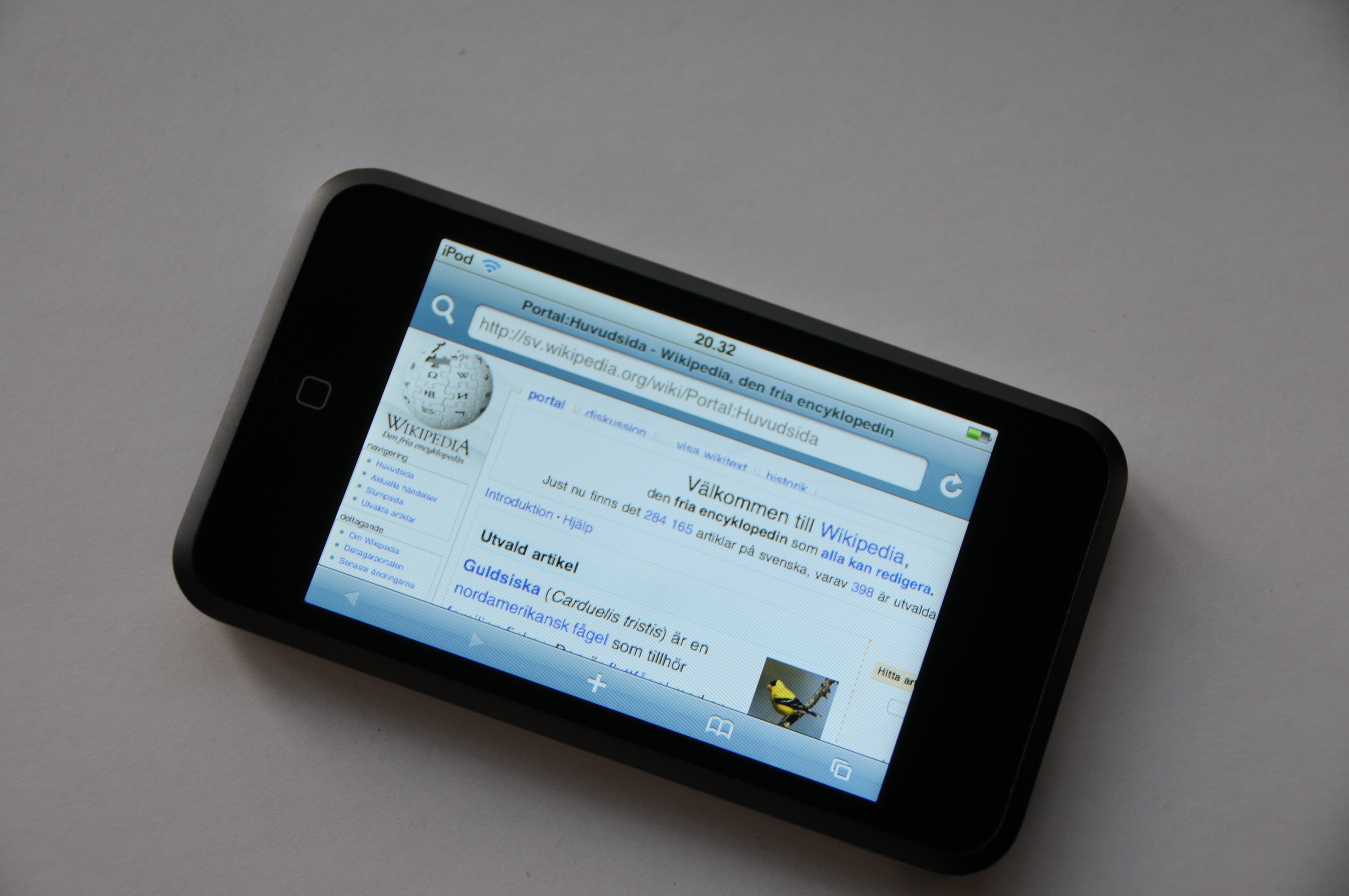
Wikipédia dans le navigateur Safari de l'iPod touch 1re génération en mode paysage.

Les informations ci-dessous concernent la quatrième génération d'iPod touch.
Son écran de 3,5 pouces (8,89 cm) est doté d'une définition de 960 × 640 pixels à raison de 326 pixels par pouce, ce qui représente selon Steve Jobs la plus grande résolution à ce jour sur un appareil mobile.
L'iPod touch dispose de la technologie d'écran tactile et du « multi-touch » (technologie capacitive) qui permet d'utiliser plusieurs doigts à la fois. Son utilisation est simple :
- Pincer pour dézoomer
- Écarter les doigts pour zoomer
- Cliquer sur la partie du texte de l'écran que l'on désire voir s'afficher en plus grand (une loupe apparaît et l'on peut voir plus grand à travers).

Il inclut également un accéléromètre. En mode Musique, une simple rotation permet de faire apparaître le CoverFlow qui affiche les jaquettes de CD. Dans Photos, une rotation de l'appareil fait tourner la photo. Dans Safari, l'accéléromètre permet de faire tourner la page web.
Cependant, cet accéléromètre ne se limite pas à ces mouvements. Il peut capter précisément et en temps réel les mouvements de l'appareil, ce qui se révèle important dans le développement d'applications tierces. Ainsi, en mode paysage, l'utilisateur peut par exemple l'utiliser à la manière d'un volant de voiture pour des jeux de course.

## Logiciel

### Système d'exploitation
L'iPod touch, à l'instar de toutes les versions de l'iPhone, fonctionne sous iOS (anciennement l'iPhone OS), une déclinaison mobile de macOS.
Publiée le 11 juillet 2008, la version 2.0, dénommée iPhone OS 2, coûtait 7,99 € ou 9,98 $CAN pour un iPod touch et proposait les nouvelles fonctionnalités suivantes :
- de nouvelles applications : l'App Store, ainsi que Notes, Bourse, Plans et Mail (pour ceux qui n'avaient pas acheté la mise à jour de janvier 2008) ;
- modification des réglages permettant désormais de faire les réglages des applications ajoutées ;
- création de comptes de courrier électronique facilitée ;
- calculatrice se changeant, en mode paysage, en une calculatrice scientifique ;
- possibilité d'enregistrer des images sur Safari en appuyant longtemps sur celles-ci ;
- captures d'écran en appuyant rapidement sur les boutons Accueil et Power ;
- classement alphabétique et option de recherche dans les contacts.

Le système d'exploitation a ensuite évolué en 2.1 le 12 septembre 2008. Cette mise à jour contenait notamment de nombreuses corrections de bogues, ainsi que des optimisations au niveau des performances et de l'autonomie de l'appareil. Cette mise à jour est gratuite pour les possesseurs d'iPod touch en version 2.0, et coûte 7,99 € ou 9,99 $CAN pour les détenteurs de versions antérieures.
Le 21 novembre 2008, est publiée une nouvelle mise à jour, estampillée 2.2. Elle comporte ces fonctionnalités diverses :
- possibilité de désactiver la correction orthographique automatique ;
- appuyer sur le bouton Accueil depuis n'importe quel écran d'accueil ramène au premier écran d'accueil ;
- prise en charge de nouvelles langues ;
- possibilité de télécharger des podcasts (« balados » au Québec) directement sur l'appareil grâce à l'application iTunes Store ;
- diverses améliorations d'ergonomie au niveau de l'App Store, de Mail, et Safari ;
- optimisations diverses au niveau des performances.

Puis la version 3.0, dénommée iPhone OS 3, sortie le 17 juin 2009, a comme nouveautés :
- téléchargement de séries télévisées, de clips et de livres audio, via une connexion Wi-Fi, depuis l'iTunes Store sur iPod touch ;
- musique et autres fichiers audio, sans fil, en plus de la possibilité d'associer son appareil à des écouteurs Bluetooth compatibles ;
- jeux en réseau (« pair à pair »), quelle que soit la distance ;
- clavier plus spacieux, en mode paysage, dans Mail, Messages, Notes et Safari ;
- recherche sur l'ensemble de l'appareil, soit dans les contacts, les courriels, les calendriers et les notes, ainsi que votre musique et vos vidéos grâce à Spotlight ;
- fonction couper, copier et coller facile et rapide du texte d'une application à l'autre, ainsi que des images du Web ;
- contrôle de la musique, des vidéos et des applications auxquelles les enfants peuvent accéder sur l'iPod touch ;
- mémorisation du nom d'utilisateur et du mot de passe pour la connexion Wi-Fi automatique ;
- création de comptes sur l'iTunes Store ;
- choix de 34 langues et de plus de 40 dispositions de clavier ;
- notifications en mode push ;
- possibilité de connexion de nouveaux accessoires de jeu, par le biais de Bluetooth ou du connecteur iPod touch à 30 broches ;
- amélioration des performances, de la saisie automatique des noms d'utilisateurs et des mots de passe sur Safari ;
- synchronisation des notes du iPod touch avec iTunes ;
- possibilité de secouer son iPod touch pour lire de façon aléatoire les chansons de sa collection musicale.

La version 8.0, dénommée iOS 8, est sortie le 17 septembre 2014. Elle n'est disponible que pour l'iPod touch de cinquième génération.
Apple avait comme politique de rendre payantes les mises à jour importantes (2.0 et 3.0) pour iPod touch (7,99 € en France, 9,99 $ au Canada, et CHF 11.- en Suisse). Une fois la mise à jour majeure installée, les mises à jour mineures (2.1, 2.2, etc.) étaient gratuites. Depuis la sortie d'iOS 4 en juin 2010, toutes les mises à jour sont désormais proposées gratuitement.

### Wi-Fi
L'iPod touch, comme l'iPhone 4, supporte les formats 802.11a/b/g/n/ac pour se connecter à un réseau Wi-Fi. Il utilise les protocoles WEP, WPA et WPA2. Cependant, il n'inclut pas le protocole d'authentification 802.1x, qui est utilisé par plusieurs universités pour sécuriser leurs réseaux sans-fil.

### Microphone et téléphonie VoIP
L'iPod touch est bien plus qu'un iPod et à peine moins qu'un iPhone. Depuis janvier 2008, l'iPod touch permet en effet de téléphoner sur Internet, depuis n'importe quel réseau Wi-Fi, grâce au protocole VoIP. Il faut pour cela se doter d'un microphone.
Pour la première génération, aucun microphone n'est proposé par le fabricant, mais d'autres micros fonctionnent correctement, notamment les micros Macally iVoiceIII et iVoicePro. Pour la deuxième génération, plusieurs écouteurs-micro sont maintenant vendus sur le site d'Apple grâce au nouveau branchement universel. Il permet également d'enregistrer des mémos vocaux.
L'iPod touch 4G est équipé d'une caméra avant ce qui permet de bénéficier des appels FaceTime (exactement comme l'iPhone 4). La seule contrainte est que l'on ne peut appeler ou recevoir des appels FaceTime qu'en connexion Wi-Fi. Un module microphone est intégré dans l'iPod touch contrairement aux générations précédentes.

### Géolocalisation
L'iPod touch, à partir de la mise à jour 1.1.4, possède l'application Plans, qui intègre le service Google Maps sauf dans iOS 6, qui utilise les données TomTom. Lors de l'événement Apple du 6 mars 2008, Steve Jobs a annoncé un système de localisation d'utilisateur pour iPod touch et iPhone.
|                                       | par Wi-Fi (limité) | par GPS (externe) |
| iPod touch (1G, 2G, 3G, 4G, 5G et 6G) | Oui                | Module externe    |

#### Wi-Fi
Skyhook Wireless (en) utilise un système appelé WPS (Wi-Fi Positioning System) utilisant les adresses MAC des points d'accès sans-fil environnants afin de trianguler la position de l'appareil. Skyhook référence les réseaux WiFi autour du monde, cependant, une partie très restreinte de la planète est couverte pour le moment. Si une borne Wi-Fi autorise à l'iPod l'accès à Internet, alors il sera possible de consulter les cartes et de calculer des itinéraires grâce à Google Maps.

#### GPS
Depuis septembre 2008, des modules GPS externes sont disponibles pour iPod touch et l'iPhone de 1re génération. Les cartes du monde sont stockées dans la mémoire interne.

### Mise en veille et extinction
Pour la mise en veille d'iPod touch, il suffit d'appuyer brièvement sur le bouton situé au-dessus de l'appareil. Pour l'extinction de l'appareil, il faut appuyer plus longtemps sur ce même bouton, et attendre que l'option éteindre apparaisse sur l'écran.

## Comparaison avec l'iPhone
L'iPod touch est plus fin (6,1 mm) et plus léger que l'iPhone. Il doit sa finesse à l'absence de GPS et de vibreur si on le compare à l'iPhone. Le contour de l'écran du premier iPod touch est en aluminium et non en métal chromé comme l'iPhone de 1re génération. À partir de la seconde génération, Apple abandonne ce contour et opte pour un dos d'une pièce, en acier inoxydable poli, jusqu'à la 5e génération où le dos est composé d'une matière semblable à celle de l'iPhone 5.
Pour le contrôle du volume, l'iPod touch de 1re génération nécessite de double-cliquer sur le bouton Menu situé sous l'écran afin qu'apparaisse l'option du volume.
Les seuls boutons physiques dont dispose la 1re génération d'iPod touch sont :
- le bouton Accueil situé sous l'écran tactile ;
- le bouton d'extinction ou de mise en veille situé sur le bord supérieur droit.

Sur la 2e génération, l'iPod touch est pourvu d'un contrôle du volume sur le côté gauche (boutons), ainsi que d'un haut-parleur intégré. L'autonomie de la batterie est également améliorée. L'iPod touch de 2e génération dispose d'une puce Bluetooth jusque-là bridée, mais depuis le 17 juin et la sortie du firmware 3.0, le Bluetooth est désormais utilisable avec des écouteurs, mais aussi les jeux en « pair à pair ».
L'arrière d'iPod touch est constitué d'une pièce d'acier inoxydable poli, contrairement à celui de l'iPhone, ce qui lui donne un aspect « miroir » mais le rend plus sensible aux égratignures et aux traces de doigts.
Avec la quatrième génération de l'iPod touch, les différences avec l'iPhone sont moindres, Apple ayant ajouté au nouveau modèle d'iPod deux objectifs photos et vidéo et le fameux écran Rétina dévoilé avec l'iPhone 4. Les seules différences majeures sont maintenant l'inaptitude à l'utilisation des réseaux téléphoniques, l'absence de GPS (qui peut toutefois être ajouté en achetant un module externe) et une quantité réduite de mémoire vive (256 Mo pour l'iPod touch contre 512 Mo pour l'iPhone 4).
Avec la cinquième génération, les seules différences majeures sont l'inaptitude à l'utilisation des réseaux téléphoniques, une puce A5 légèrement moins puissante que la A6 qui équipe l'iPhone 5, l'absence de GPS et la caméra iSight qui prend des photos en 5 mégapixels contre 8 Mpx pour l'iPhone 4S et 5.
La 6e génération de l'iPod touch affine encore plus la frontière entre iPhone et iPod touch. En effet, les caractéristiques techniques des 2 appareils sont identiques à l'exception des points suivants :
- Processeur A8 cadencé à 1,38 GHz pour l'iPhone 6 (1,12 GHz pour le baladeur) ;
- Capteur iSight avec ouverture de ƒ/2,4 au lieu de ƒ/2,2 sur le smartphone ;
- Absence de protection en cristal de saphir pour l'iPod.

Et toujours l'impossibilité de téléphoner via le réseau cellulaire mais possibilité depuis iOS 7 d'effectuer des appels FaceTime audio (en plus de vidéo) utilisant la connexion Wi-Fi.

## Applications tierces et développement
À l'instar de l'iPhone, Apple distribue un SDK depuis février 2008. Des éditeurs tiers peuvent ainsi développer des applications nouvelles à télécharger et installer sur l'appareil, via l'App Store.

## Restauration de l'iPod touch
- Méthode logicielle : via iTunes, sur l'onglet de l'iPod touch, il suffit de cliquer sur « Restaurer »[15].
- Méthode matérielle : si la méthode logicielle ne fonctionne pas, il suffit d'appuyer simultanément sur le bouton « Home » et de brancher le câble Dock tout en maintenant le bouton Marche/Arrêt et attendre que l'icône iTunes apparaisse alors sur l'écran tactile ou d'appuyer le bouton de mise en veille et d'attendre que l'iPod redémarre et affiche la pomme, puis de relâcher le bouton supérieur en maintenant le bouton Accueil enfoncé. L'icône iTunes apparaît alors sur l'écran tactile, indiquant qu'il faut relier l'iPod touch à l'ordinateur. Enfin, restaurer par la méthode logicielle[16].
- Méthode logicielle (2) : À partir de l'écran d'accueil de votre iPod, appuyer sur Réglages, ensuite sur Général, et finalement sur Réinitialiser. Vous pourrez donc choisir d'effacer le contenu et les réglages.